# Or Akiwa
Or Akiwa (Hebreeuws: אור עקיבא) is een Israëlische stad gelegen in district Haifa. In 2016 had de stad een inwonertal van 17.568. Or Akiwa ligt in de kustregio Sjaron. Op de locatie ervan lag tot rond 15 februari 1948 de Palestijnse plaats Barrat Qisarya (1000 inwoners), die toen door de Hagana van de kaart werd geveegd

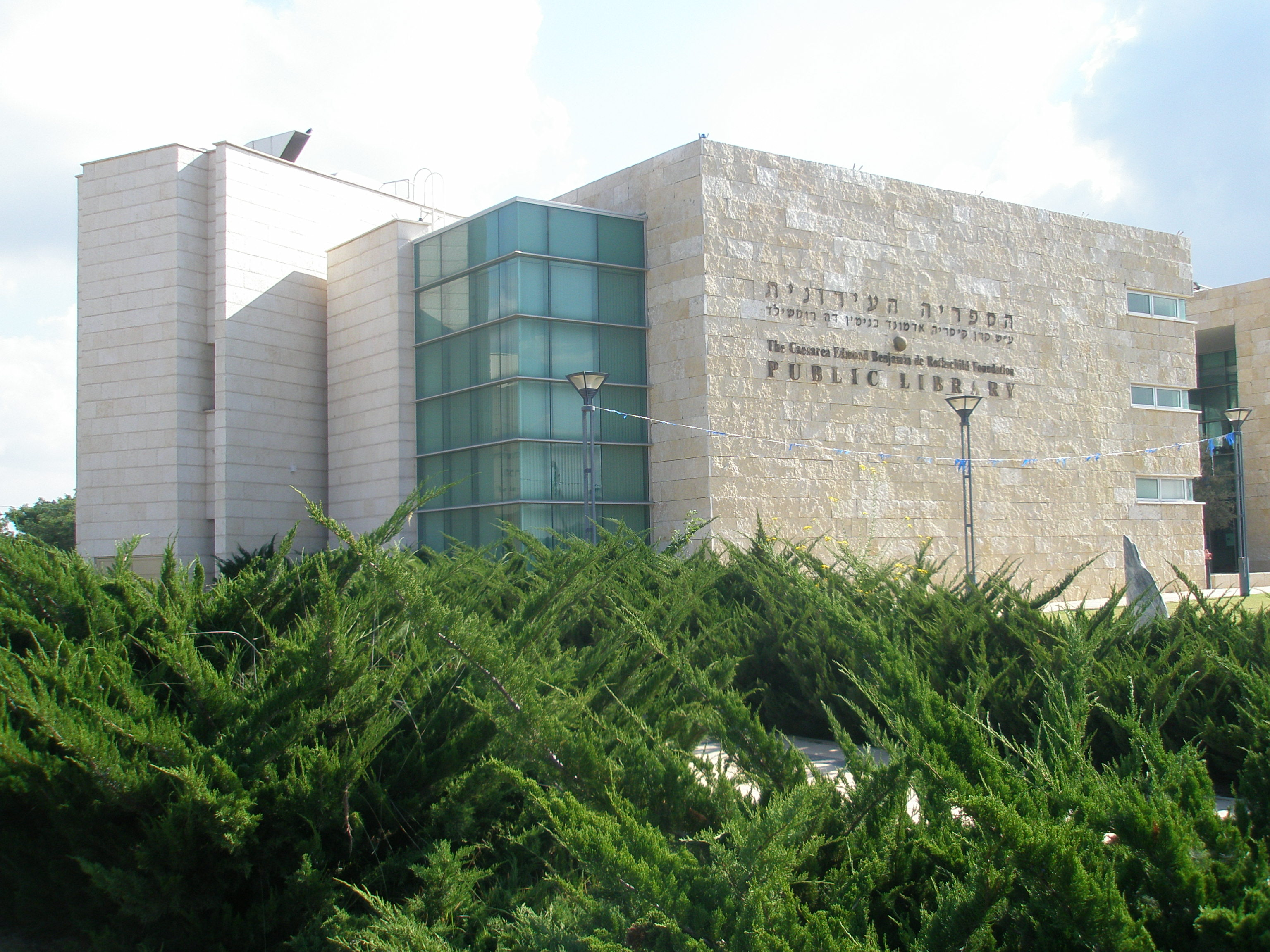
Openbare bibliotheek van Or Akiwa

## Geschiedenis
Or Akiwa ontstond in 1951 als opvangkamp (ma'abara) voor de grootschalige Joodse immigratiegolf naar Israël. De stad werd gesticht op de zandduinen ten noorden van Hadera en werd aanvankelijk beheerd door de Jewish Agency for Israel. In de jaren 50 waren de immigranten vooral afkomstig uit Marokko, de Sovjet-Unie en Polen. In de jaren 70 voegden zich immigranten uit de Kaukasus bij hen, de zogeheten Bergjoden. Doordat het inwonertal toenam verkreeg Or Akiwa in 2001 de status van stad.

## Bereikbaarheid
De hoofdweg Kvish 2 loopt aan de westzijde van Or Akiwa. Ten oosten van Or Akiwa ligt de hoofdweg Kvish 4. Voorts is er de lokale route 6511 die naar Caesarea leidt en Route 653 richting Binyamina-Giv'at Ada.

## Geboren

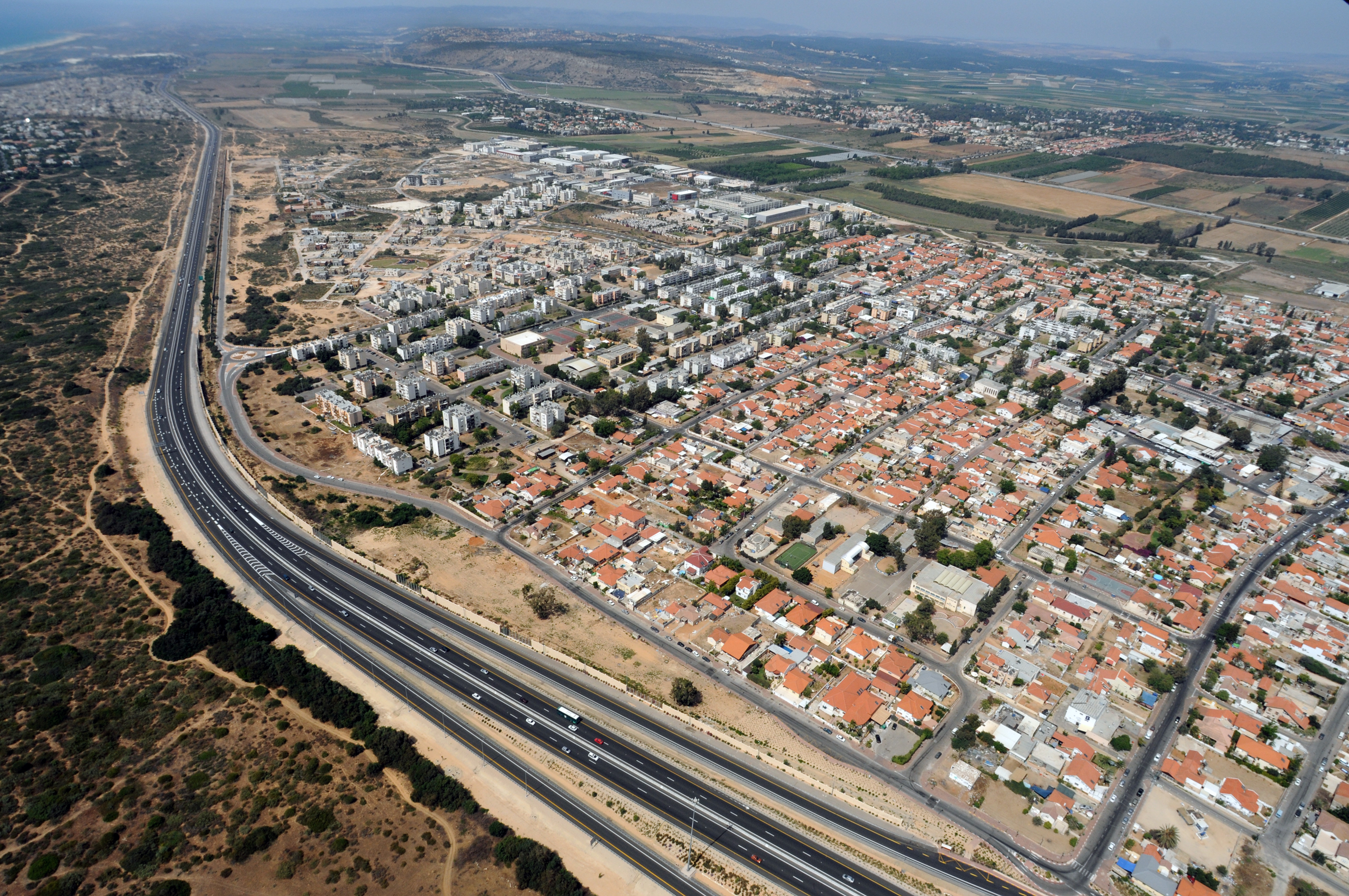
Luchtfoto van Or Akiwa, met links de aansluiting op snelweg Kvish 2

- Lior Refaelov, voetballer